# Goodfield
Goodfield è un villaggio degli Stati Uniti d'America, situato nello Stato dell'Illinois, diviso tra la contea di Tazewell e la contea di Woodford.